# Andorras historia
Den här artikeln behandlar Andorras historia.
Andorra är den sista oberoende staten av det som var Spanska Mark, ett antal bufferstater skapade av Karl den store för att hindra de muslimska morerna att ta sig in i det kristna Frankrike. Karl den Store erövrade området från morerna 803 och skall enligt traditionen ha gett Andorras befolkning särskilda rättigheter som belöning för deras motstånd mot morerna. Karl den stores son Ludvig den fromme gav 819 området till biskopen av La Seu d'Urgell.
En biskop på 1000-talet valde, trängd av grannfurstar, att placera området under beskydd av fursten av Caboet, en katalansk adelsman. Senare blev greven av Foix genom äktenskap arvtagare till greven av Caboet, och en konflikt uppstod mellan denne och den katalanske biskopen om herraväldet över Andorra. 1278 löstes konflikten genom undertecknandet av ett paréagekontrakt, en överenskommelse om dubbelstyre. Kontraktet definierade den lilla staten territoriellt och politiskt. De gränser som sattes är alltjämt giltiga.
Grevetiteln kom 1479 att överföras till kungarna av Navarra och sedan kung Henrik av Navarra 1598 blivit Henrik IV av Frankrike delades genom ett edikt 1607 makten över Andorra mellan det franska statsöverhuvudet och biskopen av La Seu d'Urgell, vilka båda kom att bära prinstitel. Under franska revolutionen avvecklades detta gemensamma styre, men ordningen återinfördes av Napoleon. Befolkningen i Andorra betalar än i dag den symboliska skatt till sina två regenter som fastställdes 1278; skatten, questia består av fyra skinkor, fyrtio brödlimpor och lite vin.
1933 markeras i Andorras historia som ett år av politisk och social oro kopplad till en folklig önskan om ökad demokrati. 1936 till 1940 fanns fransk militär i Andorra för att hindra att landet drogs in i spanska inbördeskriget och Francos Spanien. Francos trupper nådde Andorras gräns i slutet av kriget. Under andra världskriget var Andorra neutralt och utgjorde en viktig smugglingsväg mellan Spanien och Vichyregimens Frankrike. 1958 slöt Andorra officiellt fred med Tyskland, efter att ha glömts bort när Versaillesfreden slöts efter Första världskriget.
Fram till 1982 styrdes Andorra enligt den otydliga maktfördelning som fastslagits 1278. Förutom representanter för de två formella makthavarna fanns i landet ett politiskt valt generalråd som fungerade som administrativt styre. Detta råd var dock inte lagstiftande. 1982 fick Andorra rätt att tillsätta en egen regering och regeringschef. 1993 antogs Andorras första författning, och den självständiga staten bildades därmed. Samma år blev Andorra medlem i FN. Systemet med det dubbla styret fortlever symboliskt, men landet styrs numera av ett demokratiskt valt parlament.
Genom sitt isolerade läge har Andorra tills helt nyligen varit ett gammaldags samhälle, med mycket liten kontakt med andra länder än Frankrike och Spanien. Med växande turism och telekommunikation har den unga staten dock tagit steget in i det moderna Europa.